# Árif Alví
Árif Alví (* 29. srpna 1949 Karáčí, Dominium Pákistán) je pákistánský zubař, politik a byl 13. prezident Pákistánu.

## Biografie
Alví vystudoval a stal se zubařem, stejně jako jeho otec. Po bakalářském studiu v Láhaur absolvoval v roce 1975 magisterský titul v oboru prostudontiku na Michiganské univerzitě. V roce 1984 získal magisterský titul v ortodoncii na University of the Pacific v San Franciscu. Po návratu do Pákistánu byl zubařem a poté se stal i prezident Dentální asociace asijsko-pacifické oblasti a Pákistánské asociace zubařů. V roce 1997 se stal diplomatem americké ortodontické komise. Připravil ústavu Pákistánské dentální asociace a pokračoval jako prezident. Pracoval jako děkan Ortodontické fakulty Vysoké školy lékařů a chirurgů v Pákistánu a v roce 2007 byl zvolen jako radní Světové dentální federace FDI.
Zpočátku vysokoškolského studia byl ovlivněn studentským hnutím 1969, které agitovalo proti vojenskému režimu Muhammada Ayuba Khana. V té době byl předsedou studentského sdružení na stomatologické škole De'Montmorency. Během studentských protestů byl střelen a zraněn.
Svou politickou kariéru začal jako volební úředník. Byl kandidátem za Pákistánskou národní alianci v roce 1977 a získal místo v Radě v Karáčí. V roce 1996 byl zakládajícím členem Pákistánského hnutí za spravedlnost. Je také jeden z autorů jeho ústavy.
V roce 1996 se stal členem představenstva Pákistánského hnutí za spravedlnost a rok později i prezidentem v Sindhu. Ve volbách roku 1997 byl jedním ze 100 kandidátů. V roce 2001 byl viceprezidentem Pákistánského hnutí za spravedlnost a od roku 2006 do roku 2013 byl generálním tajemníkem. V parlamentních volbách v Pákistánu v roce 2013 nakonec získal své první místo v Národním shromáždění.
18. srpna 2018 byl jmenován za Pákistánské hnutí za spravedlnost jako kandidát na funkci prezidenta Pákistánu. 4. září 2018 byl zvolen 13. prezidentem Pákistánu. Získal 352 volebních hlasů a o den později se vzdal svého místa v Národním shromáždění. Dne 9. září měl inauguraci a 17. září poprvé vystoupil v Národním shromáždění jako prezident.